# Oster-Ohrstedt
Oster-Ohrstedt (tiếng Đan Mạch: Øster Ørsted, North Frisian: Aaster Uurst) là một đô thị thuộc huyện Nordfriesland, bang Schleswig-Holstein, Đức.